# 류싱위
류싱위(중국어 정체자: 劉星宇, 병음: Líu Xīngyû, 한자음: 유성우, 2012년 7월 16일 ~ )는 대만의 어린이 배우이다.